# یادواره کشتار خواجه‌لی
یادواره کشتار خواجه‌لی قطعنامه پارلمان‌ها و اظهارات کنگره‌هایی می‌باشد که کشتار خواجه‌لی را به رسمیت شناخته‌اند. فهرست زیر مجموعه‌ای از قطعنامه‌ها و اظهارات پارلمان‌های کشورهای سراسر جهان در یادبود کشتار خواجه‌لی می‌باشد:

## سازمان‌های بین‌المللی
- سازمان همکاری اسلامی، دومین سازمان پس از سازمان ملل متحد کشتار خوجالی را تحت عنوان "جنایت علیه بشریت" با اجماع همه اعضای آن[۱] به عنوان نسل‌کشی به رسمیت شناخته‌است.[۲]
- مرکز یادبود دفاع از حقوق بشر، یک گروه حقوق بشر مستقر در مسکو در گزارش خود که کشتار غیرنظامیان در خوجالی تحت هیچ شرایطی قابل توجیه نیست. و اقدامات شبه نظامیان ارمنی در نقض آشکار تعدادی از کنوانسیون‌های اساسی بین‌المللی حقوق بشر را اعلام کرد.[۳][۴]
- دیدبان حقوق بشر: کشتار خوجالی توسط سازمان دیده بان حقوق بشر به عنوان "بزرگترین قتل عام تاریخ جنگ قره باغ کوهستانی اعلام شد.[۵] سازمان اقدامات نیروهای ارمنی به عنوان تخطی از قانون مرسوم در درمان غیرنظامیان در مناطق جنگی در نظر گرفته شده‌است.[۶]

## کشورها
- هلند: به گزارش آژانس خبری جمهوری آذربایجان در سال ۲۰۱۱، بیش از یک میلیون امضا در هلند جمع آوری و به پارلمان این کشور فرستاده شده‌بود. که خواستار حمایت از به رسمیت شناختن کشتار خوجالی شدند.[۷]

- ایالات متحده آمریکا

مناطقی از ایالت‌های آمریکا که کشتار خوجالی را به رسمیت شناخته‌اند

- در ۲۵ فوریه ۲۰۱۰، رئیس مجلس نمایندگان رابرت دلئو از ایالت ماساچوست با امضای خود به استناد ارائه شده توسط دولت و آلن استوری، یادواره ۱۸ اُمین سالگرد کشتار خوجالی را گرامی داشته و به رسمیت شناختند.[۸]
- ایالت نیوجرسی در ۲۵ فوریه ۲۰۱۱، برای اولین در سطح ایالات متحده، در دو سطح قوه مقننه و قوه مجریه، کشتار خوجالی را به رسمیت شناخت.[۹][۱۰]
- در ۲۴ فوریه ۲۰۱۲، دولت ایالات متحده از مجمع عمومی گرجستان توسط قطعنامه مجلس ۱،۵۹۴ قربانیان بزرگداشت قتل‌عام خوجالی را به تصویب رسانیدند.[۱۱] این قطعنامه با حمایت چهار نفر از قانونگذاران ایالتی گرجستان که اظهار داشتند، ارمنستان همچنان به طور رسمی انکار هر گونه مسئولیت کشتار را داشته، در حالی که رئیس جمهور سرژ سرکیسیان از قتل عام به عنوان یک عمل انتقام به تصویر کشیده شده، یاد می‌برد.[۱۱][۱۲]
- در ۳ مارس ۲۰۱۱، دولت ایالات متحده از مجلس نمایندگان ایالت تگزاس، قطعنامه ۵۳۵ را تصویب کرده و شناخت و بزرگداشت قربانیان قتل عام خوجالی را به رسمیت شناخت.[۱۳]
- در ۲۳ مارس ۲۰۱۲، وزارت امور خارجه ایالات متحده در مجلس سنا قطعنامه ۱۰۴۸ خود را در بزرگداشت ۲۰اُمین سالگرد کشتار خوجالی به رسمیت شناخت.[۱۴]
- در ۲۸ ژانویه ۲۰۱۳، مجلس سنای ایالت نیومکزیکو قطعنامه SM ۱۹ به مناسبت ۲۱اُمین قتل عام خوجالی به رسمیت شناخت.[۱۵]
- در ۸ فوریه ۲۰۱۳، مجلس نمایندگان ایالت آرکانزاس قطعنامه HR ۱۰۰۴ خود را در بزرگداشت ۲۱اُمین سالگرد کشتار خوجالی به تصویب رسانید.[۱۶][۱۷]
- در ۴ مارس ۲۰۱۳، مجلس سنای ایالت اوکلاهما قطعنامه SR ۳ خود را در بزرگداشت ۲۱اُمین سالگرد تراژدی خوجالی که توسط نیروهای مسلح ارمنستان به وقوع پیوسته بود، را به تصویب رسانید.[۱۸]
- در ۱۹ مارس ۲۰۱۳، مجلس نمایندگان ایالت تنسی قطعنامه HR ۴۸ خود را در بزرگداشت۲۱اُمین سالگرد کشتار خوجالی به تصویب رسانید.[۱۹][۲۰]
- در ۳ آوریل ۲۰۱۳، مجلس نمایندگان ویرجینیای غربی دولت ایالات متحده قطعنامه ۱۰۴ خود را در بزرگداشت ۲۱اُمین سالگرد کشتار خوجالی را به تصویب رسانیدند.[۲۱]
- در ۳ آوریل ۲۰۱۳، مجمع عمومی ایالت کنتیکت قطعنامه بزرگداشت ۲۱اُمین سالگرد کشتار خوجالی را تصویب کردند.[۲۲][۲۳]

## یادبود
بیانیه نوشته شده (شماره ۳۲۴)، که توسط آذربایجانی معروف، غلامحسین علی‌اف در سال ۲۰۰۱، توسط ۳۰ نفر از اعضای مجمع پارلمانی شورای اروپا، از جمله اعضای ترکیه (۱۲)، جمهوری آذربایجان (۸)، بریتانیا (۳)، آلبانی (۲)، لوکزامبورگ (۱)، جمهوری مقدونیه (۱) لهستان (۱)، بلغارستان (۱) و نروژ (۱)، در محکومیت کشتار خوجالی، و تخریب شهر توسط ارامنه و به رسمیت شناختن نسل کشی علیه آذربایجانی‌ها امضا شد.

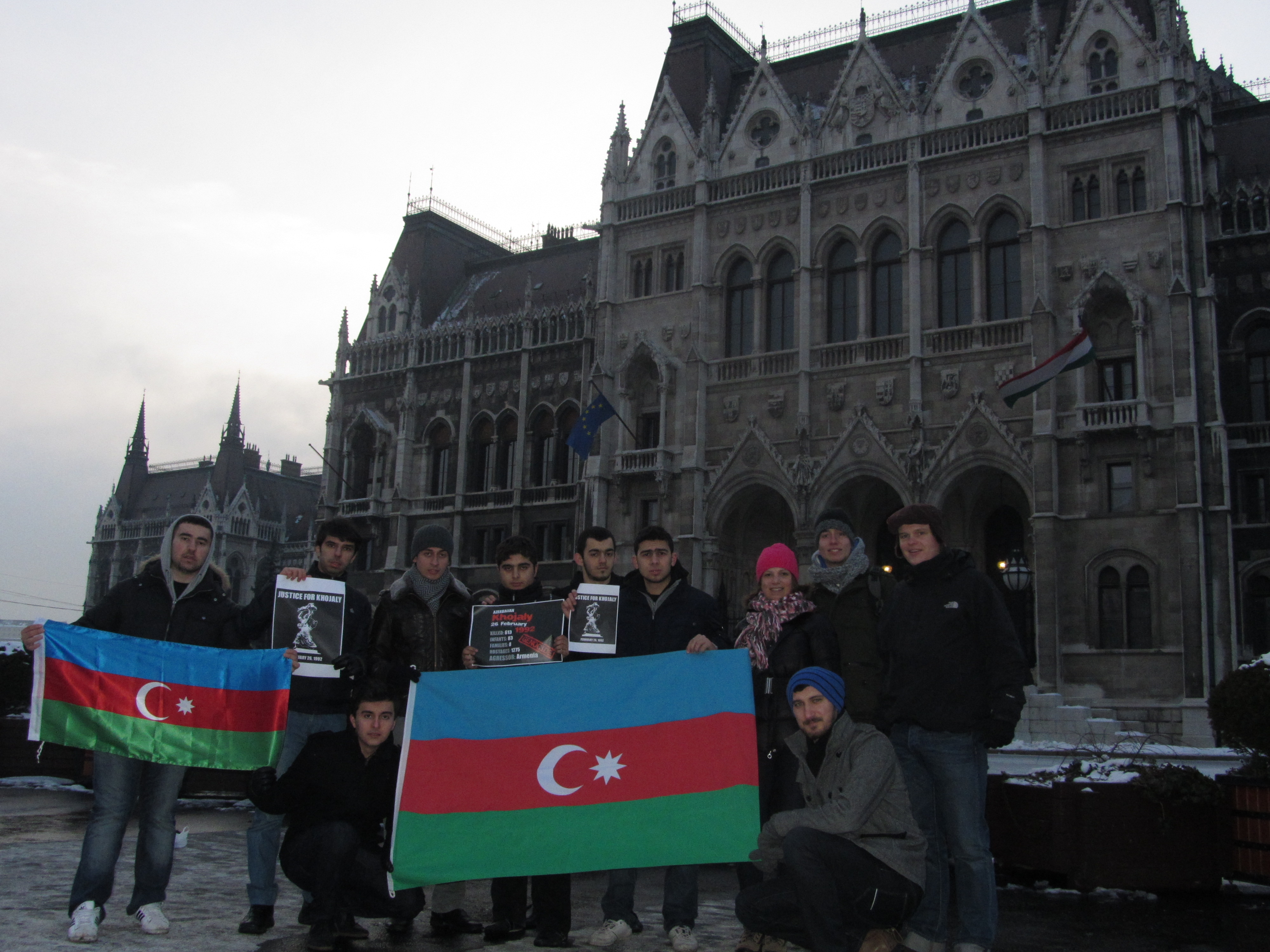
عکسی از حامیان کشتار خوجالی و قضاوت درباره این کشتار در مقابل پارلمان بوداپست. ۲۶ فوریه ۲۰۱۲

اد ویتفیلد نماینده مجلس ایالات متحده، قاطعانه ۱۷اُمین سالگرد قتل عام در خوجالی را به افتخار کسانی که زندگی خود را در این فاجعه بزرگ از دست داده‌اند، به رسمیت شناخته شد.
در ۲۵ فوریه ۲۰۱۰، با بیان اظهاراتی در کنگره، بیل شوستر، رئیس انجمن جمهوری آذربایجان، سایتی به نام خوجالی از بزرگترین کشتار غیر نظامیان آذربایجانی افتتاح کرد،
در ماه ژانویه سال ۲۰۱۰،اتحادیه پارلمانی کشورهای عضو سازمان کنفرانس اسلامی (PUIC)، متشکل از مجالس سازمان کنفرانس اسلامی (OIC) و کشورهای عضو، که شامل جمهوری آذربایجان، برای مبارزات در آگاهی بخشی، کشتار خوجالی را به رسمیت شناخت. در ۸ مه ۲۰۰۸ توسط لیلا علیوا، دختر رئیس جمهور، جمهوری آذربایجان و هماهنگ کننده کل انجمن جوانان کنفرانس اسلامی برای گفتگو (ICYF-DC)، توصیف رویداد سال ۱۹۹۲ به عنوان "قتل عام دسته جمعی توسط نیروهای ارمنی از شهروندان آذربایجانی در شهر "خوجالی"نامیده می‌شود بر "تمام اعضای پارلمان به شناخت این مناسبت در جنایت علیه بشریت و حمایت از کمپین بین‌المللی حقوق بشر در سطوح ملی و بین‌المللی را خوستار شدند.
دیوید نعلبندیان در واکنش به موضع اتحادیه پارلمانی کشورهای عضو سازمان کنفرانس اسلامی که گفته‌بود کشتار خوجالی را نباید با عنوان نسل‌کشی به رسمیت می‌شناختند. که اظهاراتی مغایر با رویکرد ارمنی‌ها نسبت به مناقشه قره‌باغ داشته‌اند.
در فوریه ۲۰۱۰، رسانه‌های جمهوری آذربایجان مدعی شدند که جامعه آذربایجانی‌های جمهوری چک، توافقاتی صورت داده‌اند، تا خیابانی در لیدیتسه به نام "خوجالی" نامگذاری شود. نشریه ارمنی‌زبان اورر که در جمهوری چک منتشر می‌شود، مطلبی به نقل از شهردار لیدیتسه، وورونیکا کلرووا در مارس ۲۰۱۲ چاپ کرد و مدعی شد که تنها یک پیمان همکاری امضا شده و هیچ خیابانی در لیدیتسه به نام "خوجالی" نامگذاری نشده‌است. در همان ماه، پنج عضو مجلس نمایندگان ایالات متحده آمریکا به نام‌های استیو جوهن، ویرجینیا فوکس، ادی برنی جانسون، سو مایریک، بیل شوستر طی بیانیه‌ای جان سپردن قربانیان کشتار خوجالی را صادر و جرم و جنایت را محکوم کردند.
در۲۰اُمین سالگرد کشتار خوجالی، اهالی جمهوری آذربایجان طی راهپیمایی ۵۰،۰۰۰ نفره، قربانیان این فاجعه را گرامی داشتند. اهالی استانبول با تجمع ۱۵۰،۰۰۰ - ۳۰۰،۰۰۰ نفره در میدان تقسیم شعارهای *همه ما قره‌باغی هستیم"، "همه ما اهل خوجالی هستیم" را سر دادند. علاوه بر این ملی‌گرایان افراطی و معترضان پلاکاردهایی با مضمون نژادپرستانه در دست داشتند.
رئیس کمیسیون حقوق بشر، پارلمان ترکیه آیهان صفر اوستون، که دادستان کل ترکیه نیز است، اقدام معترضان را نشانه نژادپرستانه و تبعیض‌آمیز خواند.
در ۲۱اُمین سالگرد قتل‌عام، دادخواستی در مورد بزرگداشت و شناخت جنایت جنگی کشتار خوجالی، و قربانیان آن پخش شد که جمع آوری ۱۲۵،۰۰۰ رای در کمتر از ۳۰ روز، ساخت این طومار را به عنوان دومین دادخواست کاخ سفید در تمام دوران فعالیتش منجر شد. کمپین ملی آگاهی عمومی در مورد کشتار خوجالی در شهرهای نیویورک و واشنگتن به منظور بالا بردن سطح آگاهی در مورد این فاجعه راه‌اندازی شد.